# Шлобах, Вилли
Вилли Шлобах (фр. Willy Schlobach; 27 августа 1864, Брюссель — 1951[…], Нонненхорн, Бавария) — немецко-бельгийский художник. 
Родился в Брюсселе в немецкой семье. Получил образование в Королевской академии изящных искусств Брюсселя, где его соучениками были художники Джеймс Энсор и Вилли Финч. По своей художественной манер был близок к люминистам (бельгийская версия импрессионизма).
Был женат на немке и придерживался прогерманских взглядов, по этой причине в годы Первой мировой войны вынужден был эмигрировать в Германию, рассорившись с большинством своих бельгийских друзей. Вторую половину жизни провёл на исторической родине, где и скончался в 1951 году.

## Галерея

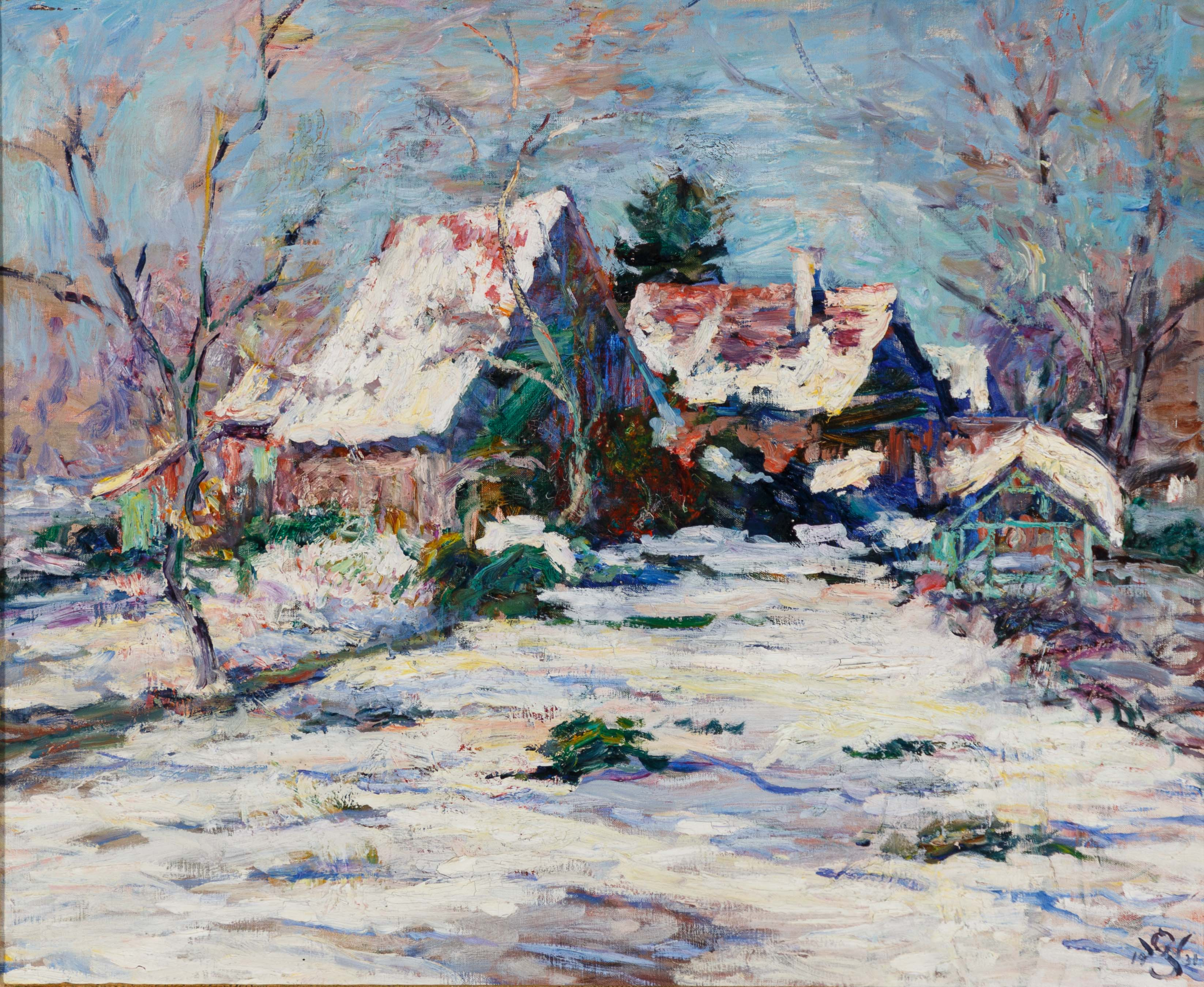
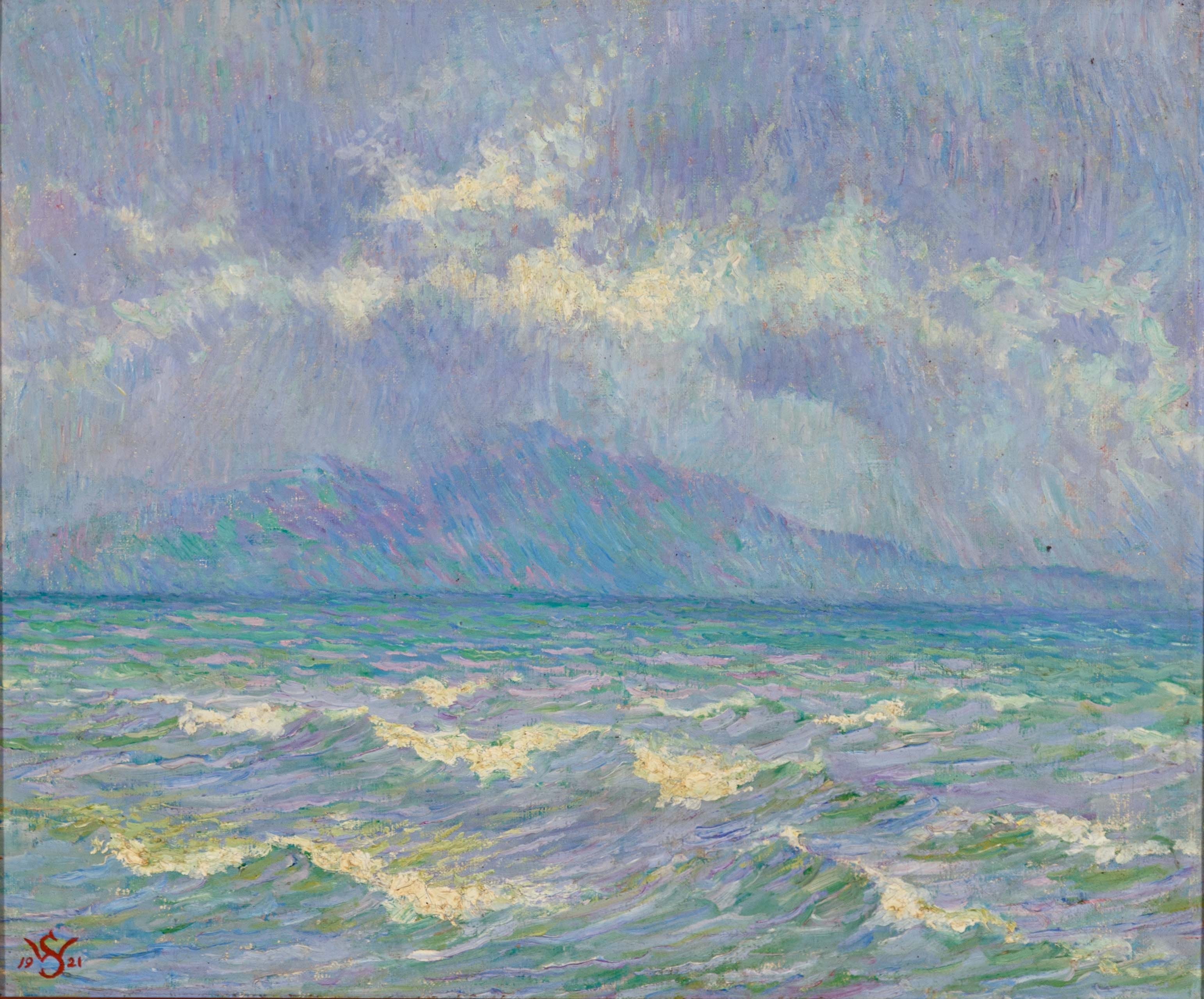
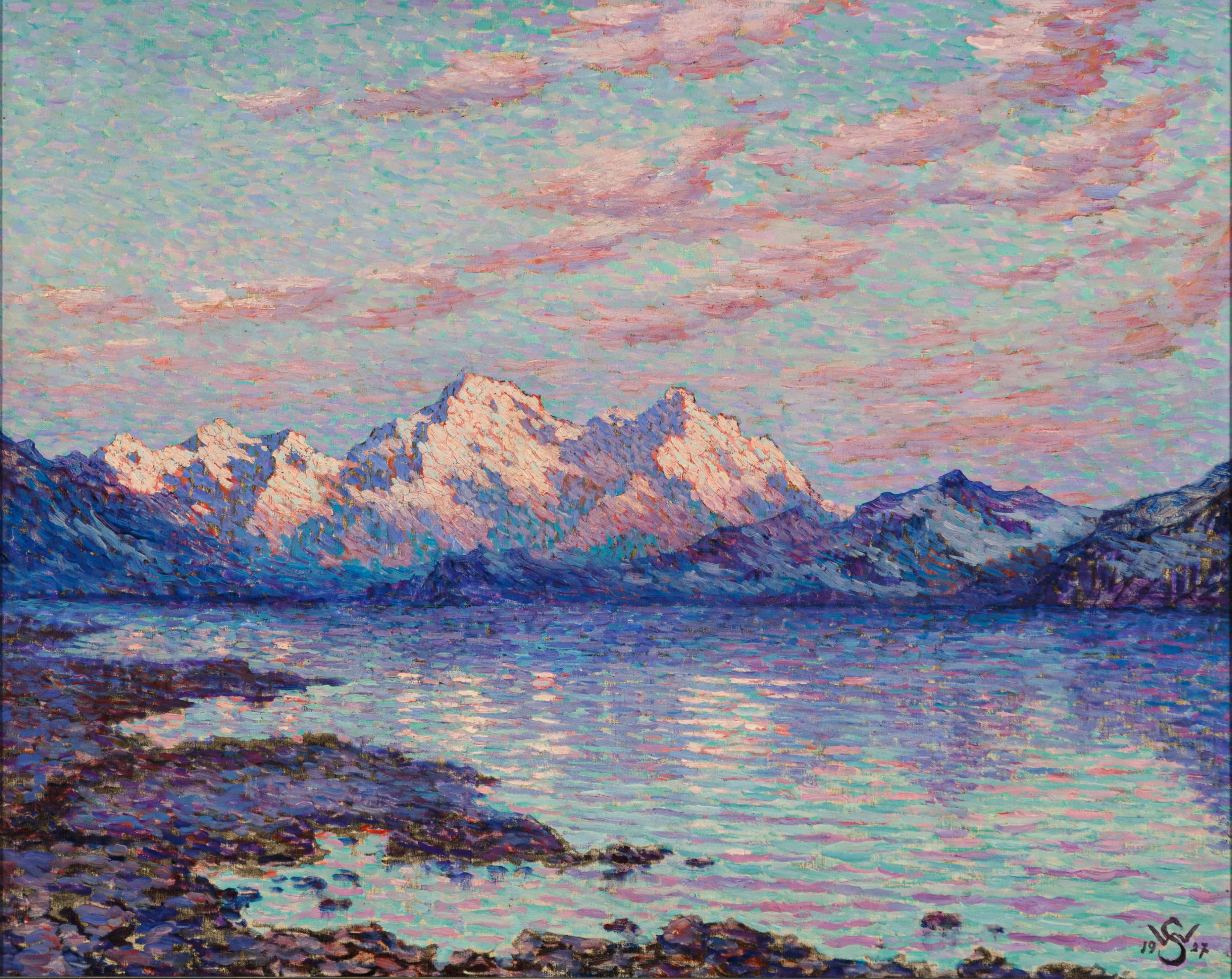
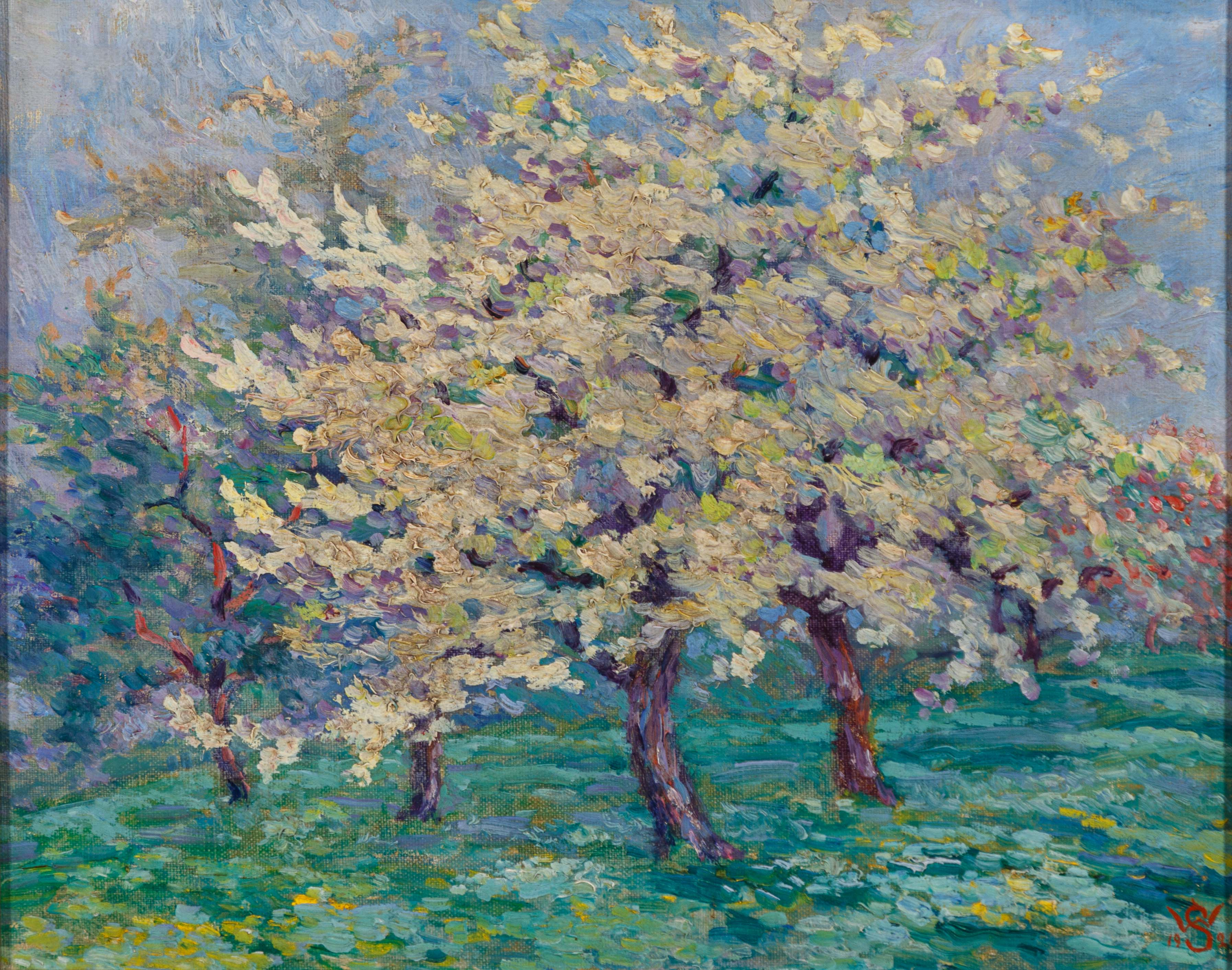
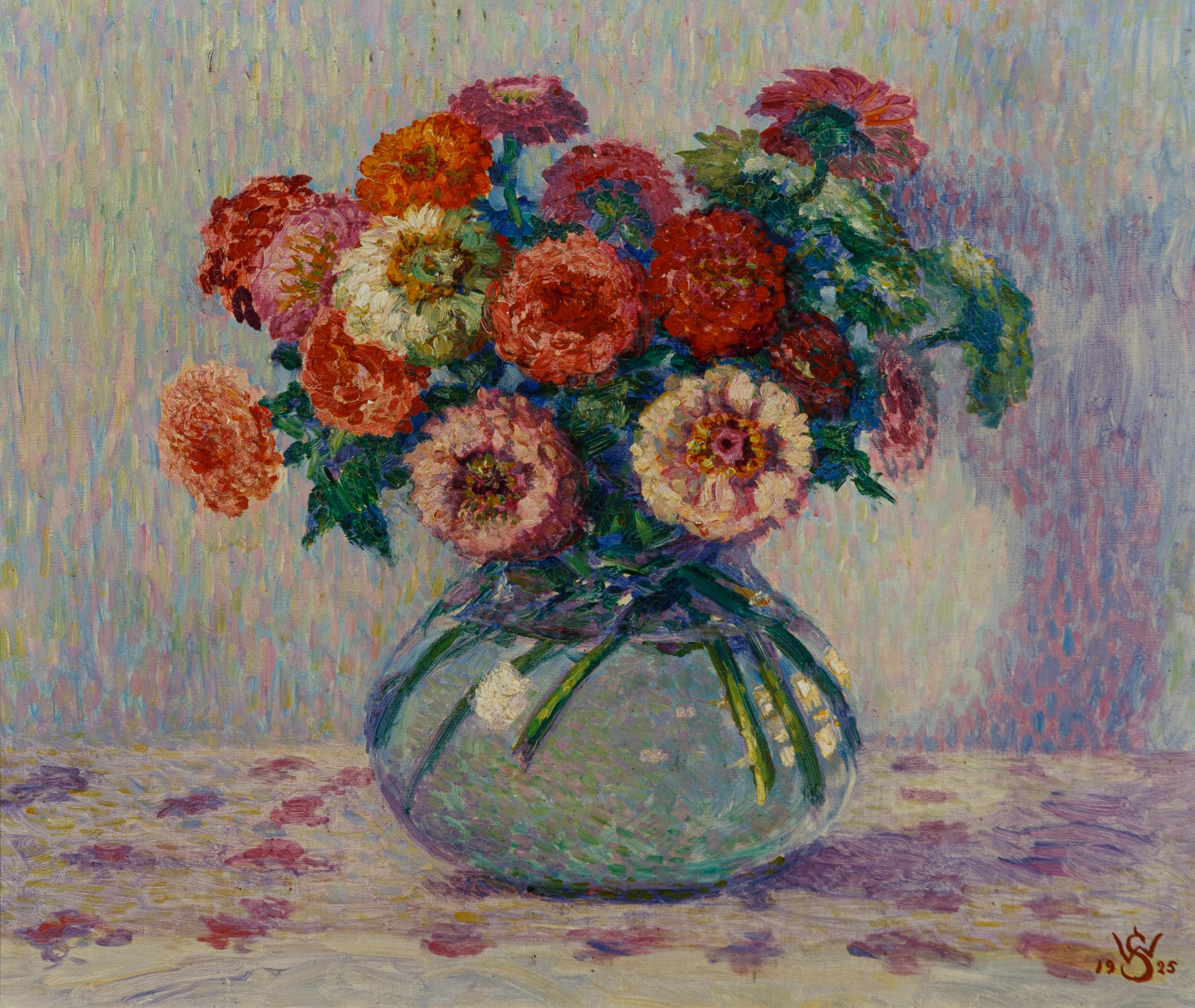